# Ayer
Pour les articles homonymes, voir Ayer (homonymie).
Ayer est un village et une ancienne commune de Suisse.

## Histoire

Photo aérienne de Werner Friedli de 1970

Les citoyens de la commune d'Ayer ont accepté à 58 % le 26 novembre 2006, la fusion avec cinq autres communes du Val d'Anniviers : Chandolin, Grimentz, Saint-Jean, Saint-Luc et Vissoie pour former la nouvelle commune d'Anniviers. Cette fusion est effective depuis le 1er janvier 2009.

## Toponymie
Le nom d'Ayer a peu varié au cours de l'histoire du village : « Aier » et « Aiers » en 1200, « Ayers » en 1227, « Ayer » en 1245 et 1327. Le mot « Ayer » proviendrait du nom francoprovençal « ayer » signifiant « érable sycomore », un arbre commun dans les régions montagneuses.

## Population

### Gentilé et surnoms
Les habitants de la commune se nomment les Ayérois.
Ils sont surnommés les Corbeaux ou Corbés, probablement en raison du grand nombre de ces oiseaux dans la région, et lé Tria-kî (soit ceux qui sont tirés d'un côté à l'autre en patois valaisan, allusion aux querelles de communes voisines dans lesquelles Ayer était entraînée).

### Démographie
Évolution de la population d'Ayer entre 1850 et 2008,
Pour des raisons techniques, il est temporairement impossible d'afficher le graphique qui aurait dû être présenté ici.

## Tourisme
La station de ski de Zinal se trouve sur le territoire de l'ancienne commune.

## Héraldique
Le blason d'Ayer est officiellement adopté en 1923 et s'inspire d'un buffet sculpté du début du XIXe siècle se trouvant dans la salle bourgeoisiale. Les étoiles représentent les anciens quartiers de la vallée (Ayer, Grimentz, Saint-Luc et Vissoie) et le bouquetin est un symbole d'Anniviers.
| Blason du village d'Ayer | Les armes d'Ayer se blasonnent ainsi : « De gueules au bouquetin d'argent passant sur trois coupeaux de sinople, surmonté de quatre étoiles du second (1, 2, 1). » |

### Fonds d'archives
- Fonds : Ayer, Commune / Bourgeoisie (15e siècle-20e siècle) [2,89 mètres].  Cote : CH AEV, AC Ayer. Sion : Archives de l'État du Valais (présentation en ligne).